# NGC 280
NGC 280 (ook wel PGC 3076, UGC 534, MCG 4-3-13, ZWG 480.17 of IRAS00498+2404) is een balkspiraalstelsel in het sterrenbeeld Andromeda. NGC 280 staat op ongeveer 421 miljoen lichtjaar van de Aarde.
NGC 280 werd op 5 december 1785 ontdekt door de Duits-Britse astronoom William Herschel.